# Phalangium coronatum
Phalangium coronatum is een hooiwagen uit de familie echte hooiwagens (Phalangiidae).